# Online Film Critics Society Awards/Beste DVD
Der OFCSA in der Kategorie "Beste DVD" wurde nur 2000 und 2001 verliehen.
2000
Fight Club
Gladiator
Magnolia
Sieben (Seven – New Line Platinum Series)
Toy Story (Toy Story: The Ultimate Toy Box)
2001
Moulin Rouge
Almost Famous – Fast berühmt (Almost Famous Untitled: The Bootleg Cut)
Citizen Kane
Der Pate (The Godfather Collection)
Shrek